# Diocesi di Gaspé
La diocesi di Gaspé (in latino Dioecesis Gaspesiensis) è una sede della Chiesa cattolica in Canada suffraganea dell'arcidiocesi di Rimouski. Nel 2021 contava 76.760 battezzati su 93.320 abitanti. È retta dal vescovo Claude Lamoureux.

## Territorio
La diocesi comprende parte della regione canadese della Gaspésie-Îles-de-la-Madeleine, e precisamente la penisola Gaspé da Cap-Chat (a nord) a Ristigouche (a sud) e le isole della Maddalena.
Sede vescovile è la città di Gaspé, dove si trova la cattedrale di Cristo Re.
Il territorio è suddiviso in 64 parrocchie.

## Storia
La diocesi è stata eretta il 5 maggio 1922 con la bolla Praedecessorum Nostrorum di papa Pio XI, ricavandone il territorio dalla diocesi di Rimouski (oggi arcidiocesi).
Originariamente suffraganea dell'arcidiocesi di Québec, il 9 febbraio 1946 è entrata a far parte della provincia ecclesiastica di Rimouski, contestualmente elevata al rango di arcidiocesi metropolitana.
Il 20 luglio 1946 si ampliò con l'annessione delle isole della Maddalena, cedute dalla diocesi di Charlottetown.
Il 17 febbraio 1951 fu istituito il capitolo della cattedrale con la bolla Cathedralia Canonicorum di papa Pio XII.

## Cronotassi dei vescovi
Si omettono i periodi di sede vacante non superiori ai 2 anni o non storicamente accertati.
- François-Xavier Ross † (11 dicembre 1922 - 5 luglio 1945 deceduto)
- Albini LeBlanc † (22 dicembre 1945 - 17 maggio 1957 deceduto)
- Paul Bernier † (9 settembre 1957 - 21 novembre 1964 deceduto)
- Jean-Marie Fortier † (19 gennaio 1965 - 20 aprile 1968 nominato arcivescovo di Sherbrooke)
- Joseph Gilles Napoléon Ouellet, P.M.E. † (5 ottobre 1968 - 27 aprile 1973 nominato arcivescovo di Rimouski)
- Bertrand Blanchet (21 ottobre 1973 - 16 ottobre 1992 nominato arcivescovo di Rimouski)
- Raymond Dumais † (27 dicembre 1993 - 21 luglio 2001 dimesso)
- Jean Gagnon † (15 novembre 2002 - 2 luglio 2016 ritirato)
- Gaétan Proulx, O.S.M. (2 luglio 2016 - 23 febbraio 2023 ritirato)
- Claude Lamoureux, dal 23 febbraio 2023

## Statistiche
La diocesi nel 2021 su una popolazione di 93.320 persone contava 76.760 battezzati, corrispondenti all'82,3% del totale.
| anno | popolazione | popolazione | popolazione | presbiteri | presbiteri | presbiteri | presbiteri                | diaconi | religiosi | religiosi | parrocchie |
| anno | battezzati  | totale      | %           | numero     | secolari   | regolari   | battezzati per presbitero | diaconi | uomini    | donne     | parrocchie |
| ---- | ----------- | ----------- | ----------- | ---------- | ---------- | ---------- | ------------------------- | ------- | --------- | --------- | ---------- |
| 1950 | 85.756      | 93.588      | 91,6        | 124        | 98         | 26         | 691                       |         | 71        | 385       | 62         |
| 1965 | 100.246     | 108.475     | 92,4        | 142        | 128        | 14         | 705                       |         | 54        | 579       | 68         |
| 1970 | 96.836      | 106.735     | 90,7        | 132        | 111        | 21         | 733                       |         | 52        | 501       | 64         |
| 1976 | 100.531     | 110.531     | 91,0        | 126        | 106        | 20         | 797                       |         | 34        | 352       | 63         |
| 1980 | 104.167     | 114.167     | 91,2        | 119        | 99         | 20         | 875                       | 1       | 32        | 308       | 63         |
| 1990 | 98.264      | 103.006     | 95,4        | 99         | 78         | 21         | 992                       | 1       | 28        | 212       | 63         |
| 1999 | 91.700      | 94.740      | 96,8        | 65         | 55         | 10         | 1.410                     | 3       | 15        | 175       | 61         |
| 2000 | 91.980      | 93.243      | 98,6        | 64         | 54         | 10         | 1.437                     | 3       | 15        | 183       | 61         |
| 2001 | 87.042      | 88.483      | 98,4        | 58         | 52         | 6          | 1.500                     | 3       | 10        | 165       | 61         |
| 2002 | 85.875      | 87.021      | 98,7        | 59         | 53         | 6          | 1.455                     | 3       | 10        | 162       | 61         |
| 2003 | 86.171      | 87.000      | 99,0        | 52         | 47         | 5          | 1.657                     | 3       | 9         | 155       | 61         |
| 2004 | 84.671      | 96.924      | 87,4        | 51         | 48         | 3          | 1.660                     | 4       | 3         | 155       | 61         |
| 2006 | 83.429      | 93.449      | 89,3        | 48         | 43         | 5          | 1.738                     | 4       | 5         | 150       | 61         |
| 2013 | 84.000      | 94.079      | 89,3        | 46         | 42         | 4          | 1.826                     | 2       | 6         | 113       | 61         |
| 2016 | 85.800      | 96.100      | 89,3        | 44         | 41         | 3          | 1.950                     | 4       | 4         | 106       | 60         |
| 2019 | 74.654      | 90.709      | 82,3        | 43         | 40         | 3          | 1.736                     | 7       | 3         | 81        | 64         |
| 2021 | 76.760      | 93.320      | 82,3        | 41         | 39         | 2          | 1.872                     | 6       | 2         | 80        | 63         |